# Klockthunbergia
Klockthunbergia (Thunbergia grandiflora) är en art i familjen akantusväxter (Acanthaceae) från nordöstra Indien, Myanmar, Kambodja, Thailand och södra Kina. Numera spridd till alla tropiska områden och i Australien ett svårt ogräs.
Klättrande buskar till 20 m som bildar rotknölar. Blad hjärtlika med 5-7 tydliga nerver, 11-22 cm långa, ca 15 cm breda, vanligen flikiga mot basen. Blommorna kommer i hängande klasar och är trumpetformade, krona 6-8 cm i diameter, blå till vit, blompip blekt gul. 

## Sorter
- 'Augusta Blue' - selekterad sort med bra blå färg.
- 'Alba' - har vita blommor med gult svalg.
- 'Variegata' - har vitfläckigt bladverk.

## Odling
På grund av sin storlek bäst i växthus. Arten kan odlas i stora krukor i vanlig standardjord. Bör placeras så ljust som möjligt, men kan behöva skydd mot den starkaste solen. Föredrar jämn vattning, men kan torka ut lätt mellan vattningarna. Ge näring varje vecka under vår till höst. Övervintras svalt och torrare, 10-15°C, tål tillfälligt -5°C, men fäller då alla blad.

## Synonymer
För vetenskapliga synonymer, se Wikispecies.